# Raión de Tashir
El raión de Tashir es uno de los cinco raiones que forman la provincia armenia de Lorri. Se encuentra al noroeste de la provincia, con una población a fecha de 12 de octubre de 2011 de 22 185 habitantes.
Está formado por las siguientes localidades:
- Apaven 85
- Artsni 239
- Blagodarnoye 227
- Dashtadem 127
- Dzoramut 281
- Dzyunashogh 177
- Getavan 80
- Gogavan 51
- Katnarat 880
- Kruglaya Shishka 90
- Lernahovit 1302
- Medovka 350
- Meghvahovit 105
- Metsavan 4578
- Mikhayelovka 713
- Noramut 62
- Norashen 1201
- Novoseltsovo 152
- Paghaghbyur 113
- Petrovka 243
- Privolnoye 805
- Saratovka 424
- Sarchapet 2127
- Tashir 7773[1]